# Майкъл Бол
Майкъл Ашли Бол (на английски: Michael Ashley Ball; роден на 27 юни 1962 г.) е актьор, певец, комик и английски телевизионен оператор, най-известен с работата си в музикалния театър.
Дебютът му в Уест Енд е през 1985 г., когато той играе Мариус Понмерси в „Les Miserables“ като част от оригиналния актьорски състав на Лондон; След това, през 1987 г., той участва в ролята на виконт Раул де Чагни в операта „Фантомът от Операта“; През 1989 г. достига до номер две в британската класация за сингли с „Love Changes Everything“ – песен от мюзикъла „Aspects of Love“, в която играе Алекс Дилингъм, както в Лондон, така и на Бродуей.